# Lac Crépeau (Rivière-aux-Outardes, Manicouagan)
Pour les articles homonymes, voir Crépeau.
Le lac Crépeau est un lac de Rivière-aux-Outardes, un territoire non-organisé dans la MRC de Manicouagan, au Québec (Canada).

## Toponymie
Le nom du lac fut officialisé le 21 mars 1973.

## Géographie
Le lac est relié au réservoir Manicouagan par un petit ruisseau.

## Sources

## Compléments